# Junga Severnogo flota
Junga Severnogo flota (russisk: Юнга Северного флота) er en sovjetisk spillefilm fra 1973 af Vladimir Rogovoj.

## Medvirkende
- Algis Arlauskas som Volodja Tjerjomin
- Marat Serazjetdinov som Viktor Khantyrin
- Igor Sklyar som Nikolaj Masljonok
- Viktor Nikulin som Aleksandr Budajlo
- Marina Samojlova som Anja